# Bombardements de Heilbronn pendant la Seconde Guerre mondiale
Pour les articles homonymes, voir Heilbronn.

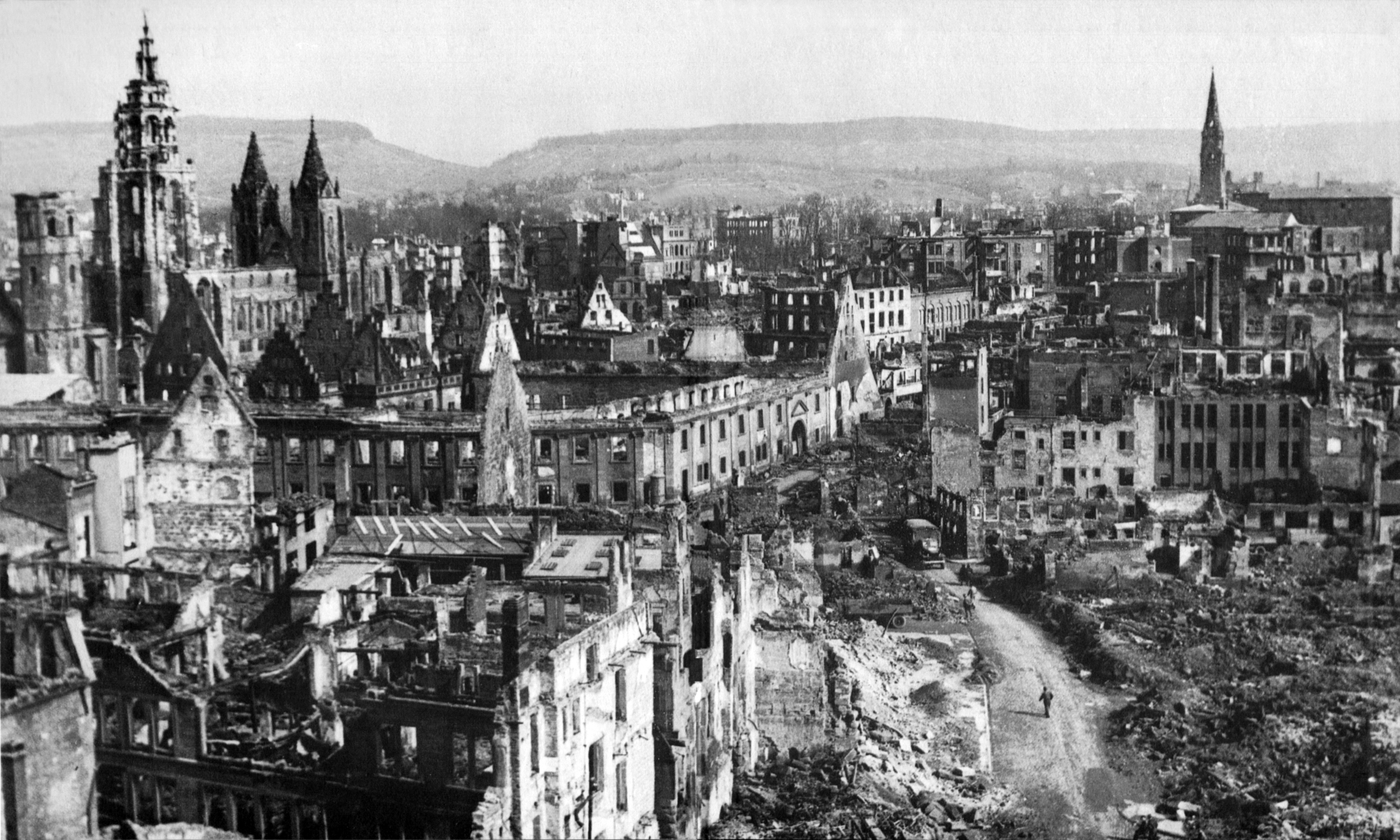
Heilbronn en mars 1945.

Pendant la Seconde Guerre mondiale, la ville allemande de Heilbronn est bombardée à plusieurs reprises par la Royal Air Force et l'United States Army Air Forces. Le plus grand raid aérien a lieu le 4 décembre 1944, mais Heilbronn est ciblé plusieurs fois avant et après jusqu'à la fin de la Seconde Guerre mondiale. Au total, environ 7 000 habitants de la ville perdent la vie lors des bombardements.
Le 12 avril 1945, l'armée américaine prend le contrôle de la ville après une bataille de dix jours, mettant fin aux bombardements. En 2015, Heilbronn compte 123 000 habitants.

## Premiers raids aériens
Le premier raid a lieu le 17 décembre 1940. Trois bombes explosives et 20 incendiaires sont lancées sur la ville, entraînant la destruction de 20 maisons tandis que 70 autres sont endommagés. Trois personnes perdent la vie et douze autres sont blessées. Deux jours plus tard, une défense anti-aérienne lourde est installée dans la ville, mais rapidement remplacée par une version plus légère, en raison des exigences militaires.

### Août 1941 - mai 1942
Entre août et novembre 1941, la ville est bombardée à quatre reprises. Cependant, les dommages en résultant demeurent minimes. Au cours de la journée de l'un de ces raids, des chasseurs-bombardiers individuels avaient été vus volant à proximité et autour de la ville. Le 7 mai 1942, un raid frappe le centre-ville, détruisant ou endommageant environ 150 maisons et tuant sept personnes.

## 1944
En janvier et février 1944, Heilbronn est sous le feu d'attaques continues pendant deux semaines par la Royal Air Force. Ces raids se poursuivent jusqu'en avril, alors que la ville est complètement dévastée, et des alarmes anti-aériennes retentissent quasi quotidiennement. Plus tard dans l'année, face à l'aggravation des attaques, le théâtre de la ville est fermé jusqu'à nouvel ordre et la police locale met en place une interdiction pour toute décoration potentiellement inflammable située à proximité des fenêtres. Le 5 août, les dispositifs de défense aérienne et l'armement ont été renforcés. Début septembre, le nombre d'alertes aux raids aériens déclenchées dans la ville s'élèvent à 160.

### Septembre
En septembre 1944, les forces alliées envisagent sérieusement un assaut majeur sur Heilbronn.
À cette époque, des alertes fréquentes et quasi quotidiennes se produisent encore dans la ville. Le 8 septembre, quatre alarmes sont déclenchées en raison de bombardiers se dirigeant vers Nuremberg. Les alarmes s’enclenchent respectivement de 01 h 45 à 02 h 31, de 11 h 34 à 12 h 42, de 14 h 38 à 15 h 48 et de 22 h 30 à 23 h 42.
Le lendemain, 9 septembre, une seule alarme retentit. Pourtant, le matin du 10 septembre environ 100 avions de la 8e US Air Force survolent Heilbronn. Cette mission est initialement centrée sur une usine d'avions à Guntzbourg et sur une gare de triage à Ulm. En raison d'une couverture nuageuse ce jour-là, Heilbronn, où le  ciel est dégagé, s'avère être la cible secondaire. Peu après 11 h 30 ce matin-là, des avions alliés visent les gares et les ports de Heilbronn et la gare de triage. Un bombardement de la ville suit et se poursuit pendant plusieurs heures, causant la mort de plus de 280 personnes, et 400 autres personnes ayant besoin d'assistance en raison de blessures. Le raid cause également la destruction de plus de 300 maisons. Près de 100 voitures sont gravement endommagées ou détruites, de nombreux autres bâtiments et gares  rendus irréparables. Les planificateurs de ce raid qualifièrent ces statistiques de « très bons résultats » par la suite.
Les incendies suivants s'avèrent trop difficiles à gérer pour la brigade locale ; l'aide doit venir depuis les communes de Gronau, Lauffen am Neckar, Untereisesheim, Schwaigern et Weinsberg, entre autres. Même avec cette assistance, l'extinction des nombreux incendies, à la fois dans et autour de Heilbronn, prendra plusieurs jours. La mairie brûla pendant trois jours.

### Octobre
À la fin de l'été et au début de l'automne 1944, les forces alliées développent Oboe, un système de navigation basé sur des radiobalises. Cependant, les cibles dans le sud de l'Allemagne sont à environ 500 à 600 km des émetteurs. De plus, les signaux radio se propagent de manière linéaire et ne suivent pas la courbure de la Terre, les avions doivent être conduits au-dessus de la région ciblée à une hauteur d'environ 10 000 mètres. Cela nécessite l'utilisation d'avions Mosquito légers et presque entièrement en bois. Avec l'établissement d'Oboe et aux commandes d'une flotte de six Mosquito (dirigée par Oboe), les Alliés organisent une virée sur la ville qui débute à 21 h 30. Les installations ferroviaires sont visées par trois de ces avions, tandis que le centre-ville est pris d'assaut par deux autres du même type.
Le 28 octobre, le chemin de fer est de nouveau touché par cinq Mosquito. Deux jours plus tard, six avions attaquent la voie ferrée et le centre-ville. Au cours de ces raids, au moins une demi-douzaine d'attaques frapperont la ville durant le mois d'octobre. Malgré cela, la ville demeura une cible. 

## Raid de décembre

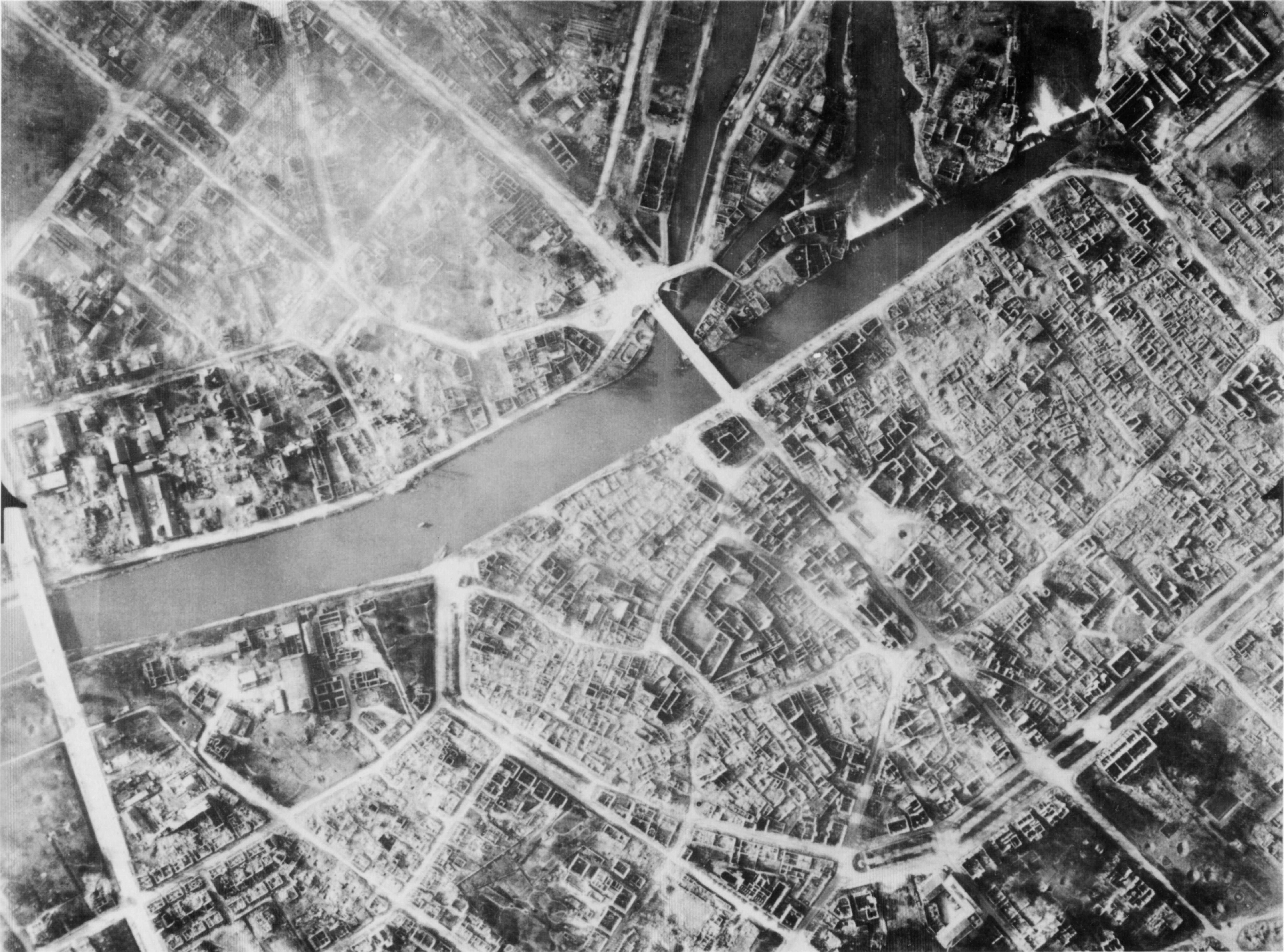
La partie ancienne de la ville après les attaques de décembre 1944.

Au soir du 4 décembre 1944, 282 bombardiers Lancaster du 627e escadron et dix chasseurs d'escorte survolent la ville en formation lâche. La nuit est très nuageuse, ce facteur modifiant la hauteur d'approche des avions. À 19 h 18, un premier avion survole la ville, suivit par un second avion qui largue les 10 premières bombes sur la cible environ une minute plus tard avant d'entamer son vol de retour. À 19 h 20, des marqueurs de fusée éclairante sont largués sur la ville afin de permettre un bombardement précis par le reste de l'escadron. Une « bombe flash » est larguée et explose à 180 mètres. Après le lancement de toutes les fusées éclairantes, la zone est illuminée comme en plein jour. Cette lumière clairement reconnaissable aux pilotes de bombardiers annonce le début de l'attaque contre Heilbronn.
Après les marqueurs de fusées éclairantes, les « bombe flash », et d'autres dispositifs de ce type utilisés pour le ciblage fonctionnant efficacement, les Lancaster PB 251 entrent en action. Environ 5 800 bombes, larguées d'une hauteur de 3 800 mètres, frappent la ville à 19 h 29. L'attaque se poursuit jusqu'à 21 h 38, avec 1 200 tonnes de bombes supplémentaires larguées sur la ville et 380 tonnes dévastant la gare de triage.
En une demi-heure, plus de 6 500 personnes, dont 1 000 enfants de moins de 10 ans, perdent la vie. Le nombre exact de victimes est impossible à déterminer car de nombreux cadavres sont brûlés au-delà de toute reconnaissance. En raison du nombre de bombes incendiaires tombées sur la ville, ainsi que du nombre et de l'impact des bombes, des incendies se poursuivent toute la nuit, toute entrée ou sortie de la localité est rendue impossible pendant plusieurs jours.

### Conséquences
Bien que 62% de la ville ait été détruite, les dégâts par rapport au nombre de bombes et à l'intensité des attaques sont remarquables pour plusieurs raisons. De nombreuses villes et villages allemands étaient déjà en ruines ou avaient été incendiés par des bombardements antérieurs ; les Britanniques auraient préféré attaquer avec des bombes explosives afin de maximiser les dégâts causés. Toute la partie ancienne de la ville a été détruite. Les dons à la ville ont joué un rôle déterminant dans les réparations et l'aide aux victimes.
Pendant l'attaque proprement dite, les défenses allemandes ne pouvaient pas faire grand-chose. Deux positions anti-aériennes le long du Neckar et 14 chasseurs de nuit allemands Junkers Ju 88 ont affronté les bombardiers britanniques. La RAF a perdu onze avions.

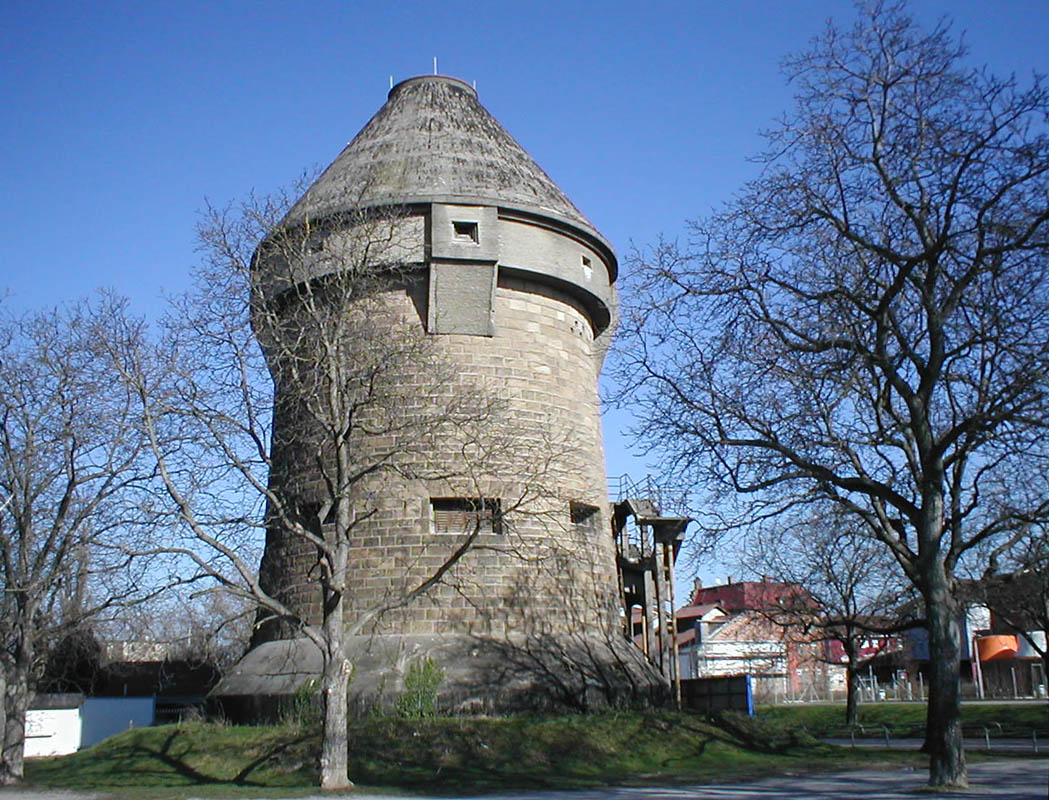
La tour General Wever, où de nombreuses personnes ont cherché refuge après le bombardement du 4 décembre.

Après plusieurs bombardements, une grande partie de la population d'Heilbronn se positionna dans ou autour du centre-ville, mais dès les premiers signes d'attaque, beaucoup ont fui vers un abri anti-aérien élevé (la tour General Wever), et deux autres abris à ras de terre (dans la zone industrielle et sur la Kaiser Friedrich-Platz). À 20 heures, le centre-ville se consuma sous les flammes, quiconque se trouvant à l'intérieur de ces bâtiments fut soit brûlé vif, soit asphyxié. De nombreuses personnes tentant de quitter la ville seront également brûlées sur les routes. L'effondrement d'un abri anti-aérien provoqua la mort de la totalité des occupants.
Pour aggraver les choses, l'hôpital urbain est laissé en ruine, rendant les opérations de soins quasi impossible. Un grand nombre de personnes parvinrent à se réfugier dans l'hôpital militaire d'urgence ou dans un hôpital psychiatrique reconverti situé à proximité de Weinsberg.
Une fois les incendies maîtrisés, les travaux de sauvetage et de nettoyage de la ville ne débutent que  lorsque l'aide arriva des environs. Dans la nuit du 5 décembre, le nombre de morts s'élèvent à environ 4 000 et 3 000 autres blessés.

### Enterrements

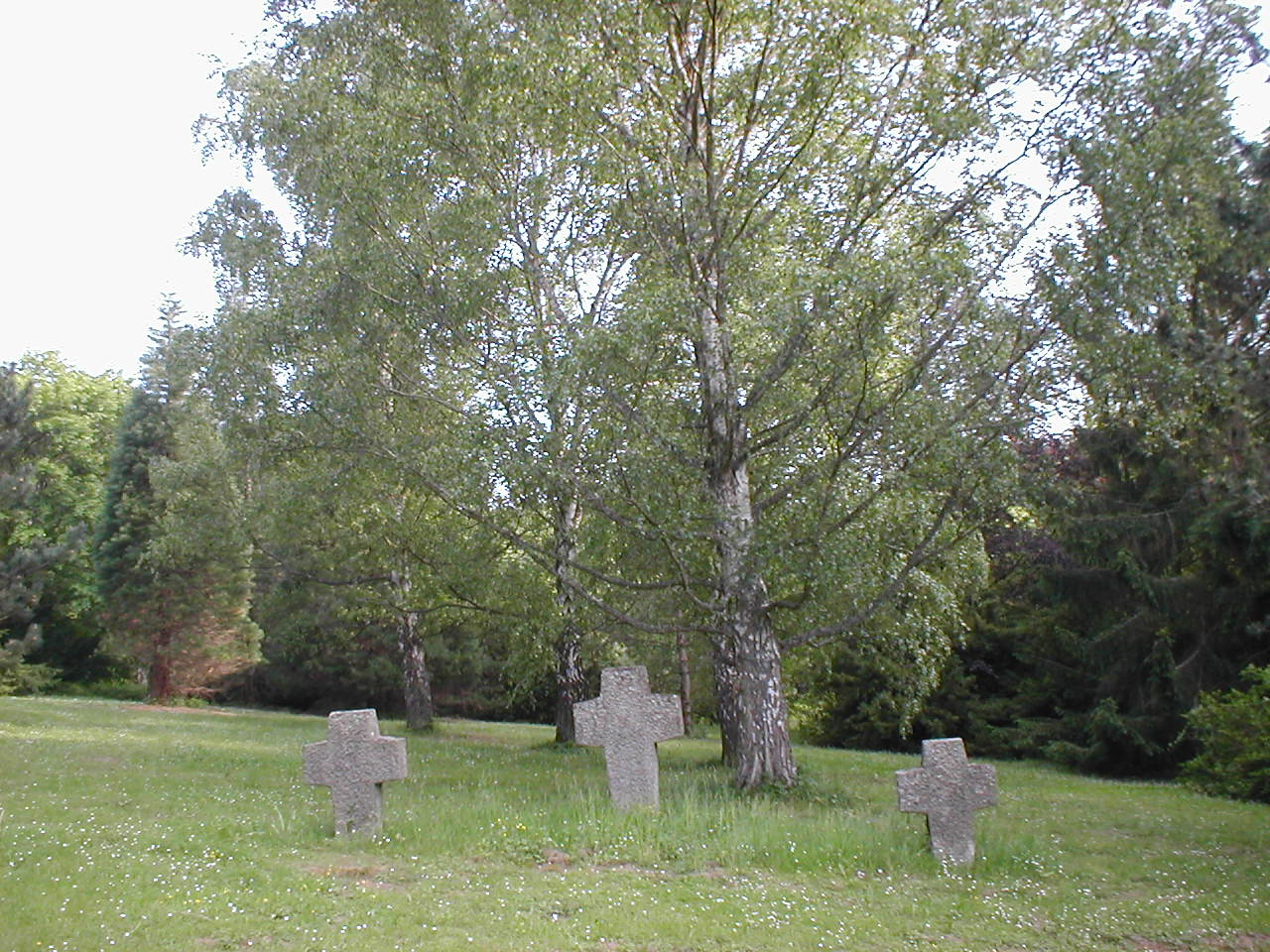
Tombes au cimetière d'honneur où reposent les victimes des bombardements.

Un groupe de travailleur est choisi pour retrouver les morts et inhumer les corps. Ceux retrouvés sont transportés jusqu'au cimetière de la ville. Face au nombre important de cadavres, Ulm et d'autres villes des environs fourniront un total de 1 000 cercueils, une fosse commune est ensuite creusée (le cimetière de la ville manquant d'espace) en lisière d'une forêt près de la vallée du ruisseau Köpfer. Les travaux débutent le 6 décembre, tandis que les morts seront amenés à l'aide de charrettes dans la vallée du Köpfer. Le 8 décembre, le centre-ville fumant et l'abri antiaérien en ruine sont accessibles par des équipes de sauvetage, les morts sont rendus aux familles en vue de leurs enterrements. Les travaux de sauvetage se poursuivent pendant plus de trois semaines, jusqu'à Noël 1944. De nombreux morts ne seront jamais enterrés avec dignité, en particulier sur les routes fortement endommagées. De nombreux corps seront impossible à localiser ou à récupérer, que ce soit dans l'abri antiaérien ou dans les ruines du centre-ville ; on suppose qu'il subsiste de nombreux restes humains dans le sol.

## Attaques jusqu'à la fin de la guerre

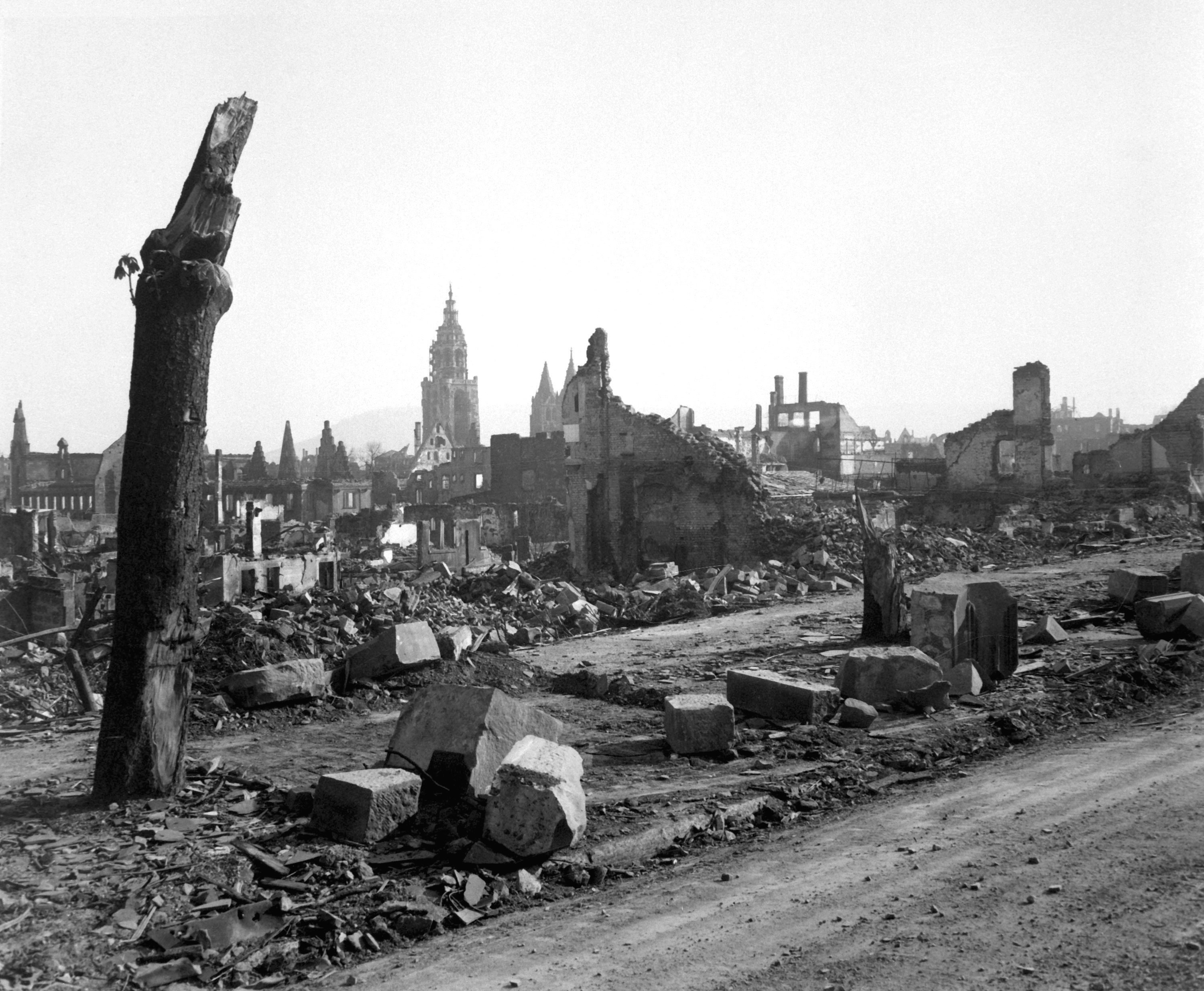
Heilbronn en avril 1945.

Jusqu'à la fin de la guerre, plusieurs raids, bien que beaucoup moins puissants ou aussi dévastateurs que l'attaque de décembre 1944, sont centrés sur Heilbronn. Ces attaques demeurent relativement mineures et se concentrent davantage sur d'autres parties du sud de l'Allemagne, Heilbronn recevant beaucoup moins d'attention qu'auparavant.
Le 12 avril 1945, les forces américaines occupent la ville, après une bataille de dix jours sur les passages du Neckar.
Au début de la guerre, Heilbronn compte près de 14 500 bâtiments. Pendant la guerre, 5 100 bâtiments sont détruits et 3 800 autres gravement endommagés. La population de Heilbronn diminua à 46 350 habitants.

## Reconstruction et récupération
Après la fin de la guerre, Emil Beutinger, un ancien maire de l'ère pré-nazie, reprend ses fonctions et la responsabilité de l'énorme tâche de reconstruction et de réparation de la ville. Ce objectif est poursuivi et atteint par ses successeurs au pouvoir, Paul Metz et Paul Meyle. Les jalons de la reconstruction comprenaient la nouvelle consécration de l'hôtel de ville historique en 1953 et la réouverture du centre communautaire.
À partir de 1951, les forces américaines stationnent en permanence dans la ville et construisent leurs propres bâtiments. Ils utilisent également des casernes construites avant la Seconde Guerre mondiale.

## Heilbronn d'aujourd'hui

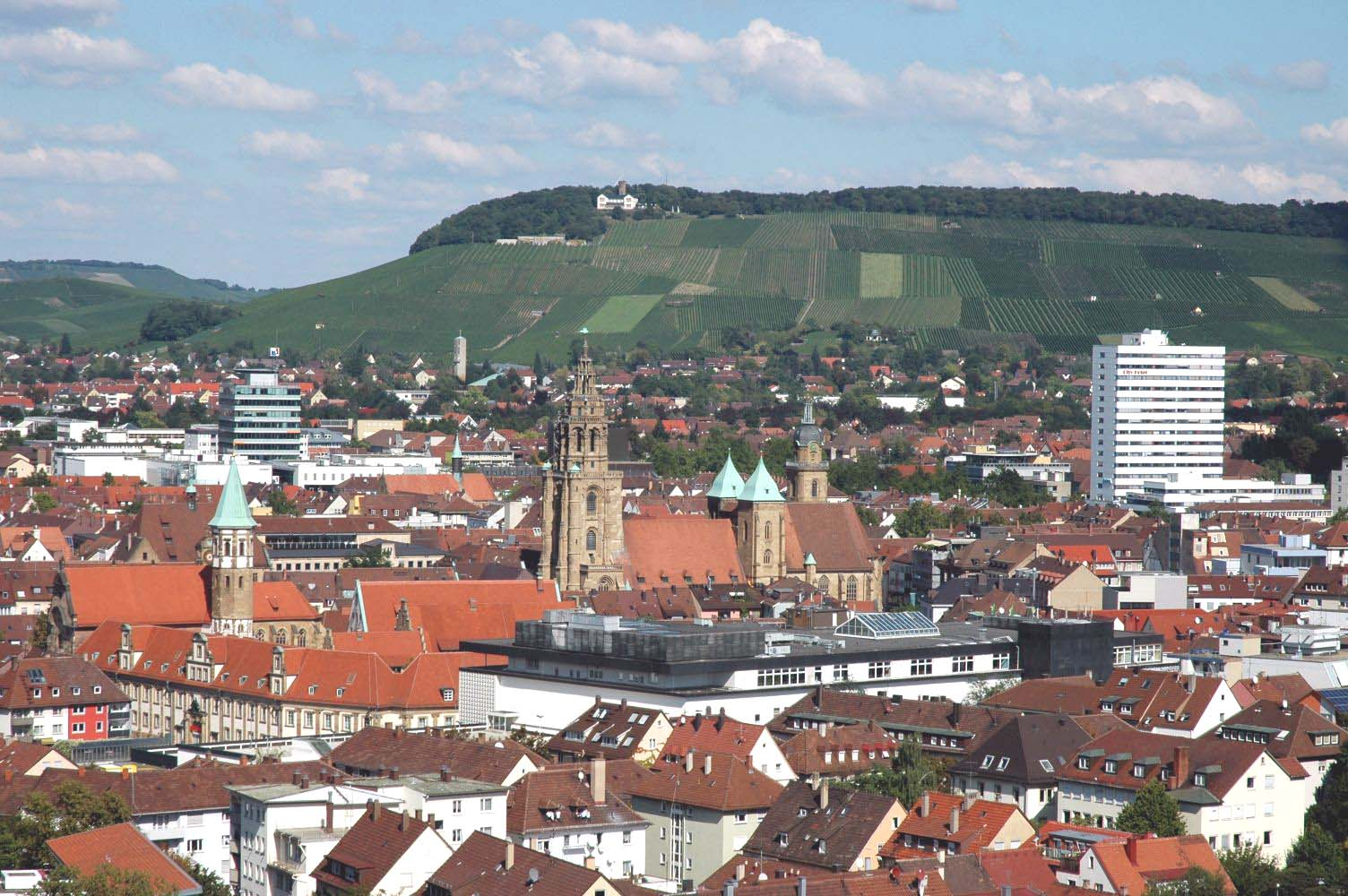
Centre-ville d'Heilbronn en 2005.

Aujourd'hui, Heilbronn prospère, mais en dépit de sa reconstruction et de la renaissance de ces cendres, le souvenir des attaques et des morts engendrés perdure. La ville compte aujourd'hui environ 120 000 habitants et est actuellement la 6e plus grande ville du Bade-Wurtemberg, avec une superficie de près de 100 kilomètres carrés. Heilbronn est également connu comme le « centre économique majeur » de la région de Heilbronn-Franken, une zone qui englobe presque toute la partie nord-est du Bade-Wurtemberg.

## Mémoriaux

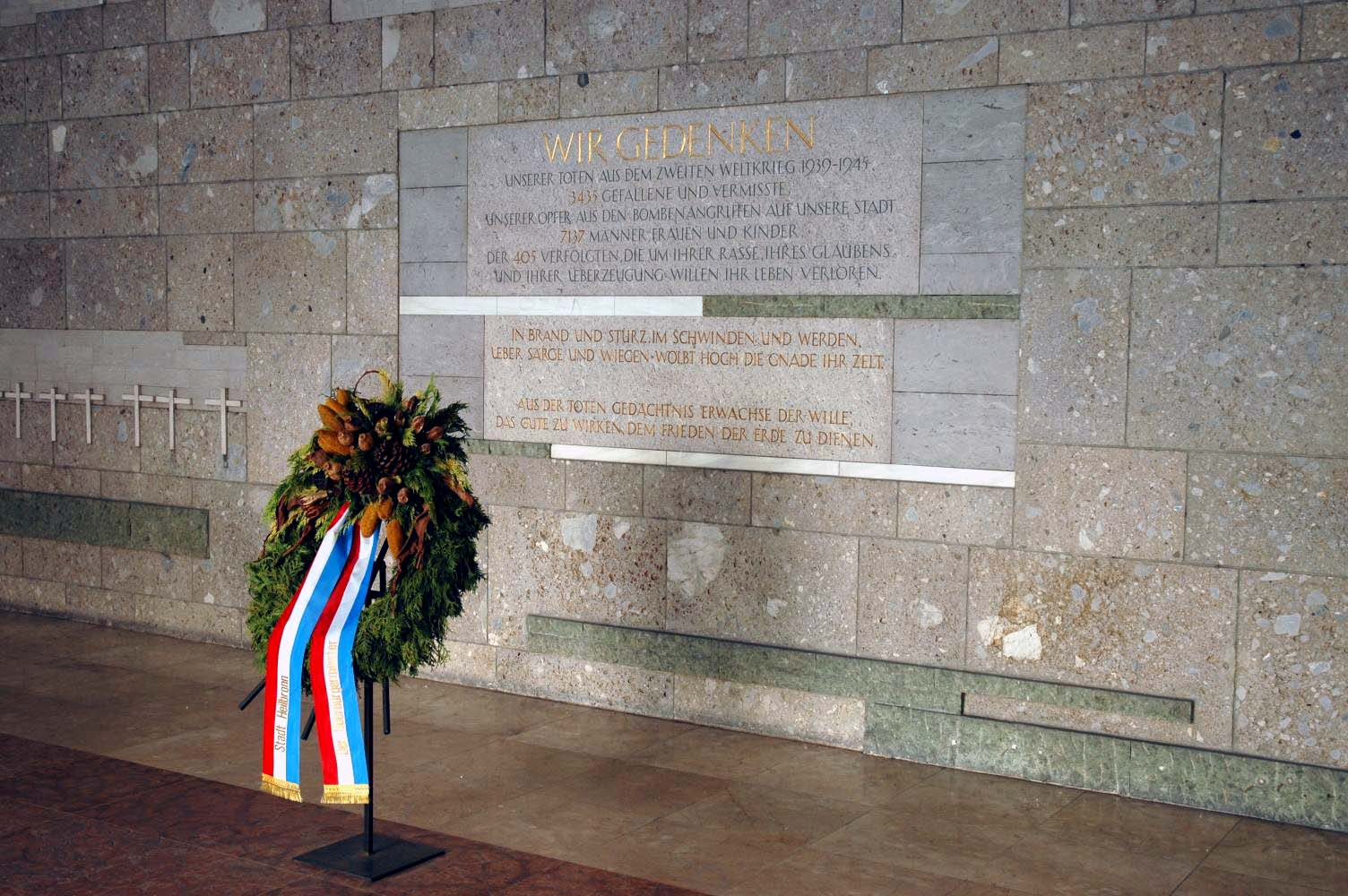
Le mémorial de la mairie.

La première commémoration a eu lieu le 26 août 1945. Depuis lors se déroule un service commémoratif annuel et, le 4 décembre, de nombreuses personnes se rendent au cimetière d'honneur pour y déposer des couronnes de fleurs. La destruction et la reconstruction ultérieure ont remodelé le paysage, ses effets sont encore visibles aujourd'hui. Les décombres irrécupérables des attaques ont été déchargés dans le Neckar et le lac Böckinger.